# عمر ضنايا
عمر الضنايا هو ممثل، مخرج سينمائي مغربي من مدينة القنيطرة. اشتهر بإخراجه لفيلم مريم الذي حقق نجاحًا واسعًا وحصد جوائز دولية.

## السيرة الذاتية
وُلد عمر الضنايا في مدينة القنيطرة بالمغرب، حيث نشأ وبرز شغفه بالفنون المسرحية والسينمائية منذ صغره. حصل على عدة شهادات في المسرح والسينما، مما ساعده في صقل مهاراته الفنية في التمثيل والإخراج.

## المسيرة الفنية
بدأ الضنايا مسيرته في مجال التمثيل قبل أن يتجه إلى الإخراج والإنتاج السينمائي. شارك في العديد من الأعمال الرقمية، إلى أن بصم على أول تجربة سينمائية احترافية من خلال فيلم مريم الذي لاقى استحسان النقاد والجماهير.

### فيلممريم
- النوع: دراما اجتماعية
- مدة العرض: 17 دقيقة
- القصة: يتناول الفيلم قصة فتاة تبلغ من العمر 14 عامًا تُدعى "مريم"، تعيش في أسرة محافظة وتتعرض لاعتداء صادم تحاول أسرتها إخفاءه خشية الفضيحة.
- الجوائز: شارك الفيلم في 19 مهرجانًا دوليًا وحصد 9 جوائز، من بينها الجائزة الكبرى لأفضل فيلم قصير عربي في مهرجان الإمارات السينمائي بدبي.

#### فريق العمل
- الإخراج: عمر الضنايا
- السيناريو: لطيف المتوكل
- البطولة: عمر الضنايا، توفيق روفيكس، رميساء العقاوي، محمد الحمزاوي، نجوى الفايدي

## الجوائز والتكريمات
- الجائزة الكبرى لأفضل فيلم قصير عربي في مهرجان الإمارات السينمائي.
- جوائز في فرنسا، الولايات المتحدة الأمريكية، وموريشيوس.

## الرؤية الفنية
يرى عمر الضنايا أن السينما أداة مهمة لتسليط الضوء على قضايا اجتماعية حساسة وتنوير المجتمع. يحمل فيلم مريم رسالة إنسانية تهدف إلى مواجهة التحديات الثقافية والاجتماعية التي تواجه الفتيات في المغرب.